# 裂迭灵芝
裂迭靈芝 （學名：Ganoderma lobatum）是一種靈芝屬真菌，也是一種植物病原體。菌帽寬4—10厘米，深8—14厘米，呈棕色至灰褐色，無毛，形狀大致上呈半圓，兩則輪廓被拉長。每年都在去年的菌帽下方生成一個新的菌帽，並與之融合。菌帽表面帶呈啞光而且性質柔軟的外層，以至於可用手指刺穿。

## 外部連結
- 裂迭灵芝在Index Fungorum中的資訊